# Квинт Помпоний Руф
Квинт Помпоний Руф (на латински: Quintus Pomponius Rufus) e римски сенатор през 1. и 2. век сл.н.е.

## Биография
Руф e легат на легион и през 94 година легат на провинция Далмация. През 95 година e суфектконсул с Луций Бебий Тул. През 99 година е легат в провинция Долна Мизия, a през 110 година e проконсул на провинция Африка.